# A-nation
A-nation (стилизовано као a-nation) назив је годишњег серијала летњих концерата који се одржавају у различитим градовима у Јапану. У организацији Avex Group, највеће независне јапанске издавачке куће, на овом фестивалу учествују најуспешнији извођачи из Avex Trax-а и других издавачких кућа у саставу Avex Group (иако овде учествују и неки извођачи из других јапанских издавачких кућа). A-nation је започет 2002. године и одржава се сваког викенда током августа сваке године. Топ Avex извођачи као што су Ayumi Hamasaki, Kumi Koda, AAA, Ai Otsuka, BoA, Do As Infinity, TVXQ, Super Junior, Hitomi и SHINee наступају на a-nation сваке године.

## Датуми и локације

### 2002
- 3. август - Toyama Athletic Stadium
- 4. август - Appi Kogen Ski Resort
- 10. август - Kure, Hiroshima
- 11. август - Huis Ten Bosch
- 17. август - Sportsland SUGO
- 18. август - Yamaha Resort Tsumagoi, Shizuoka
- 24. и 25. август - WTC Open Air Stadium, Osaka
- 31. август и 1. септембар - Odaiba, Tokyo

### 2003
- 19. и 20. јул - Kasai Rinkai Park, Tokyo
- 26. јул - All-Season Resort Appi
- 2. и 3. август - Uminonakamichi Seaside Park, Fukuoka
- 9. и 10. август - Port Messe Nagoya, Aichi
- 16. и 17. август - WTC Open Air Stadium
- 23. август - Hiroshima
- 30. и 31. август - Odaiba

### 2004
- 31. јул - Toyama Athletic Stadium
- 7. август - Uminonakamichi Seaside Park
- 14. август - Port Messe Nagoya
- 21. и 22. август - Kobe Port Island
- 28. и 29. август - Showa Memorial Park

### 2005
- 30. јул - Ōita Bank Dome
- 6. август - Makomanai Open Stadium, Hokkaido
- 13. август - Port Messe Nagoya
- 20. и 21. август - Ajinomoto Stadium
- 27. и 28. август - Kobe Port Island

### 2006
- 29. јул - Echigo Hillside National Government Park, Niigata
- 5. август - Uminonakamichi Seaside Park
- 12. август - Port Messe Nagoya
- 19. и 20. август - Kobe Port Island
- 26. и 27. август - Ajinomoto Stadium

### 2007
- 28. јул - Tohoku Electric Natori Sports Park, Miyagi
- 4. август - Ningineer Stadium
- 12. август - Yamaha Resort Tsumagoi
- 18. и 19. август - Kobe Port Island
- 25. и 26. август - Ajinomoto Stadium

### 2008
- 26. јул - Ningineer Stadium
- 2. август - Miyazaki Athletic Stadium
- 10. август - Ishikawa Kanazawa Stadium
- 17. август - Port Messe Nagoya
- 23. и 24. август - Sakai City Green Park, Osaka
- 30. и 31. август - Ajinomoto Stadium

### 2009
- 1. август - Kanto Repark, Kumamoto
- 8. август - Ningineer Stadium
- 15. август - Port Messe Nagoya
- 22. и 23. август - Ajinomoto Stadium
- 29. и 30. август- Nagai Stadium

### 2010
- 7. август - Ningineer Stadium
- 14. август - Port Messe Nagoya
- 21. и 22. август - Nagai Stadium
- 28. и 29. август - Ajinomoto Stadium

### 2011
- 30. јул - Ningineer Stadium
- 6. август - Uminonakamichi Seaside Park
- 13. август - Port Messe Nagoya
- 20. и 21. август- Nagai Stadium
- 27. и 28. август - Ajinomoto Stadium

### 2012
- Music Week (од 3. до 12. августа) - Yoyogi National Gymnasium, Shibuya-AX, Shibuya WWW, Shibuya Public Hall
- Stadium Fes 
  - 18. и 19. август - Nagai Stadium
  - 25. и 26. август - Ajinomoto Stadium

### 2013
- A-Nation Island: од 3. до 11. августа - Yoyogi National Gymnasium
- Stadium Fes 
  - 24. и 25. август - Nagai Stadium
  - 31. август и 1. септембар - Ajinomoto Stadium

### 2014
- A-Nation Island: од 14. до 20. августа - Yoyogi National Gymnasium
- Stadium Fes: од 29. до 31. августа - Ajinomoto Stadium
- A-Nation Taiwan: 13. септембар - Nangang 101 Cultural Creation Hall
- A-Nation Singapore: 18. октобар - MasterCard Theatres

### 2015
- A-Nation Island: од 31. јула до 6. августа - Yoyogi National Gymnasium
- Stadium Fes
  - 22. и 23. август - Nagai Stadium
  - 29. и 30. август - Ajinomoto Stadium

### 2016
- A-Nation Island: од 29. јула до 4. августа - Yoyogi National Gymnasium
- Stadium Fes: 27. и 28. август - Ajinomoto Stadium

### 2017
- 26. и 27. август - Ajinomoto Stadium

### 2018
- 28. јул - Nagashima Spa Land (отказан због тајфуна Јонгдари)
- 4. август - Huis Ten Bosch
- 18. и 19. август - Yanmar Stadium
- 25. и 26. август - Ajinomoto Stadium, Tokyo

## Спонзори

### Главни
- 7&i (2010–садашњост)
- FamilyMart (2009)
- Morinaga & Company (Weider in Jelly) (2005–садашњост)
- Nippon Life (You May Dream! Project)
- Toyota (2004)

### Годишњи

#### 2012
- Audi
- Brother Industries (Joysound)
- Hankyu Travel
- Itochu (Head Japan)
- Kenkou Corporation, Inc. (Estenad)
- Ray-Ban
- Sony Mobile Communications (Xperia)

#### 2013
- Brother Industries (Joysound)
- ET Square Inc. (Music Chef)
- Itochu (Head Japan)
- Mercedes-Benz
- Sankyo Group
- Shiseido
- Teijin Group

### Медијски партнери
- Fuji TV (2012–садашњост)